# Дженненс, Уильям
Уильям Дженненс (англ. William Jennens (Jennings); 1701—1798), также известен как William the Miser, William the Rich, и The Miser of Acton — английский финансист, один из богатейших англичан своего времени. Проживал в местечке Эктон (англ. Acton), графство Суффолк. Когда он умер, его состояние оценивалось в 2 миллиона фунтов стерлингов (200 млн фунтов стерлингов по ценам 2012 года).

## Биография
Родился в 1701 году в семье Энн Гуидотт (англ. Ann Guidott) и Роберта Дженненса (англ. Robert Jennens), которые поженились в Вестминстерском аббатстве в 1700 году. Интересно, что Энн возвела в Эктоне церковь, в которой находится их с мужем мраморная статуя.
Роберт Дженнес купил в 1708 году дом, который отделал в стиле палладианства. После его смерти в 1725 году — дом перешел во владение сына Уильяма, который жил крайне аскетично: отказался от ремонта дома и не менял мебель, его слуги и собаки жили в подвальном помещении, а сам хозяин не принимал посетителей и избегал контактов с социумом. Свой бизнес Уильям вёл в Лондоне, преимущественно кредитуя азартных игроков в казино. За все свои качества приобрёл репутацию скупого человека. Некоторое время он исполнял должность главного шерифа (англ. High sheriff) в Суффолке (по разным данным в 1754 или 1756 году).

### Смерть и наследство
Дженнес умер 19 июня 1798 года и был похоронен в фамильном склепе рядом с отцом и матерью. В истории Великобритании он фигурирует как самый богатый человек на момент своей смерти — его имущество было оценено в 2 млн фунтов стерлингов, дававшее ежегодный доход около 40 тысяч фунтов стерлингов. Умер он, не оставив завещания. По словам современников, когда он принял решение написать завещание, то пришел к юристу, чтобы оформить соответствующий документ, но забыл дома очки. Прийти повторно ему уже не удалось — Уильям умер. Наследство пытались разделить между его родственниками, которых со временем объявлялось всё больше и больше. В результате судебные правовые споры, названные Jennens vs Jennens, растянулись на несколько поколений и закончились через 117 лет (по другим источникам 130 лет) после смерти Дженненса тем, что всё наследство ушло на оплату услуг адвокатов.
История этого судебного разбирательства навеяла Диккенсу фантасмагорическую тяжбу «Джарндисы против Джарндисов» в романе «Холодный дом» (1853).